# La Carte du Disque-monde
La Carte du Disque-monde, sous-titrée La seule carte authentyque et le plus souvent precyse du fantastyque et magique Disque-monde, est un livret composé de courts textes et croquis associés à une mappemonde. Cette dernière est une projection imaginaire de la géographie de l'univers fictif Disque-monde créé par Terry Pratchett.
Cette carte fait partie d'une « série » où d'autres représentations de lieux célèbres ont été publiés : The Streets of Ankh-Morpork (1993), 
A Tourist Guide to Lancre (1998) et Death's Domain (1999), inédits en français.
Conçue par Terry Pratchett et Stephen Briggs, la carte du Disque-monde est illustrée par Stephen Player et Stephen Briggs. Elle est basée sur les descriptions faites dans les romans des Annales du Disque-monde et sur des « notes et éléments non publiés ». 
Réalisée en 1995, seuls les premiers romans jusqu'aux Tribulations d'un mage en Aurient y sont pris en compte. Elle a été publiée en France par les éditions L'Atalante en 2009 et traduite par Patrick Couton.

## Présentation
Précédés d'introductions par les auteurs, de courtes biographies d'explorateurs « disque-mondiens » accompagnent une grande carte dépliante. La meilleure façon « d'être un/e explorateur/trice » est décrite, mais surtout que le disque a un diamètre de 15 000 kilomètres et environ cinquante d'épaisseur (Évidemment, il ne s'agit que d'une théorie).
La carte montre une partie de la Grande A'Tuin (les éléphants n'y sont pas visibles, la vue étant prise du dessus). Les nombreux lieux décrits dans les annales sont cartographiés sur le disque. Sont situés entre autres le Moyeu et le pic Cori Celesti, la légendaire Ankh-Morpork sur les rivages de la mer Circulaire ainsi que les fameuses montagnes du Bélier.
Cette carte permet de s'orienter dans les deux sens du Disque-monde, qui sont le sens direct ou le rétrograde.
L'échelle de la carte, originellement en miles, est toute relative. Elle est basée sur une unité de 1 609 kilomètres divisée en quatre sections, respectivement de 402, 804 et 1207 km.
Cette carte, comme toutes les autres, n'est qu'un « instantané » d'une géographie imaginaire toujours en évolution.